# Episcada ticidella
Episcada ticidella är en fjärilsart som beskrevs av William Chapman Hewitson 1869. Episcada ticidella ingår i släktet Episcada och familjen praktfjärilar. Inga underarter finns listade i Catalogue of Life.

## Bildgalleri

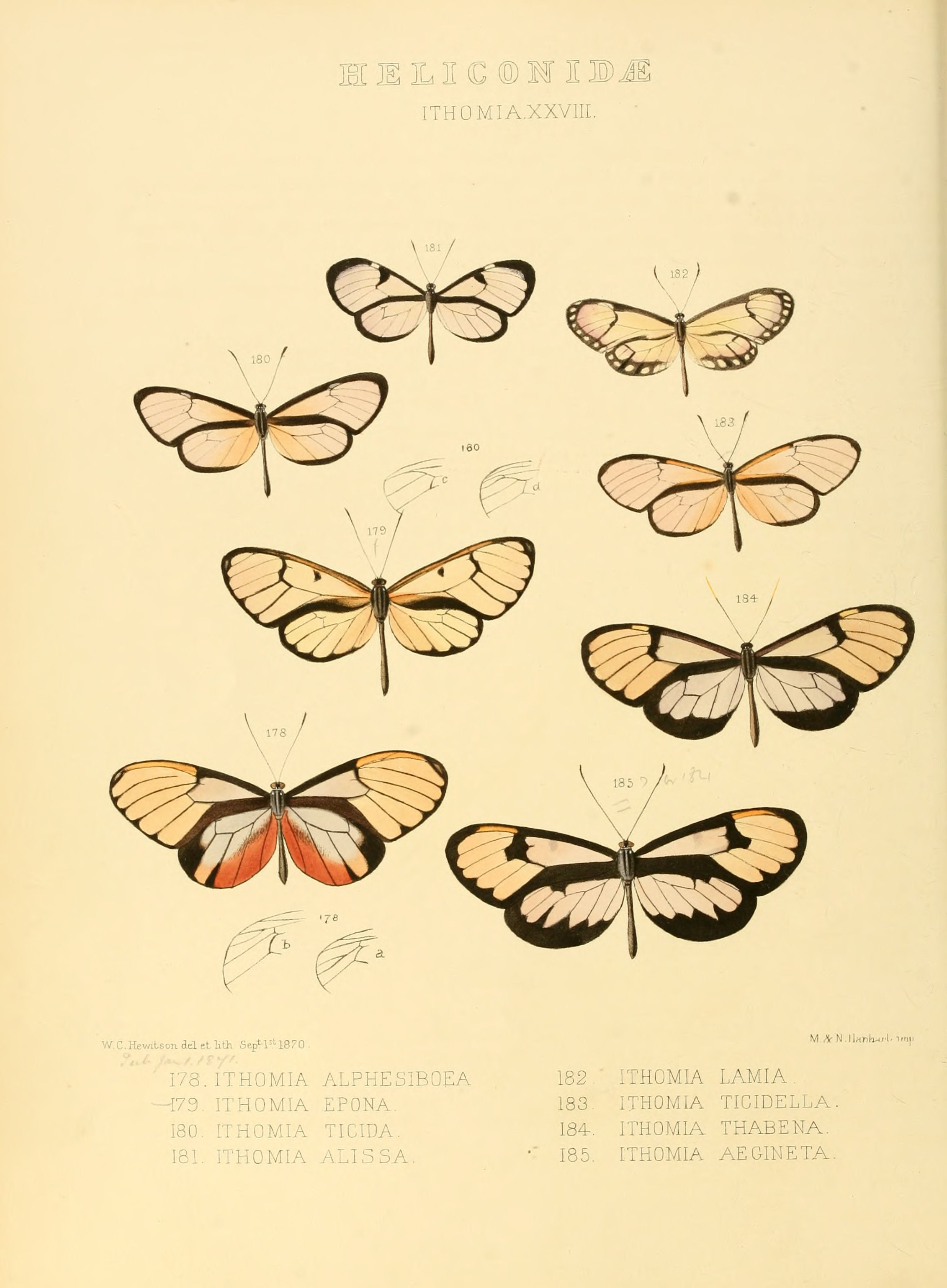